# Ашкалі
Ашкалі (також Ashkali, Aschkali, Hashkali, Aškalije, Ашкалије, Haškalije, Хашкалије) — албаномовні цигани Балканського півострова, сповідують іслам. Зараховують себе до так званої єгипетської або палестинської гілки циган. Самоназва ашкалі сходить до міста Ашкелон, Ізраїль, звідки, імовірно, і прибула дана група циган. Тому сусідні народи часто називають їх просто єгиптянами (звідки пішли місцеві усічені варіанти: гупти, гупци, їфті і інш.) Є однією з найбільш своєрідних і разом з тим погано вивчених етнографічних груп серед циган-мусульман.

## Розселення
Велика частина сучасних ашкалів проживає на території частково визнаної Республіки Косово (згідно з переписом 2011 року — 15 436 чоловік), рідною мовою ашкалів є в основному албанська, меншою мірою сербська, турецька або грецька мови. Незважаючи на албанізацію, самі ашкалі продовжують зберігати замкнутість своєї громади, уникаючи прямих побутових контактів як з албанцями, так і іншими балканськими циганами. Напередодні Косовської війни за незалежність, ашкалі в основному поділяли позицію косовських албанців, але після отримання незалежності представники албанської більшості почали чинити на циган певний етнічний тиск. У Північній Македонії за переписом 2002 налічувалося 3713 «єгипетських циган», у Республіці Сербія — 814 чол., у Республіці Чорногорія за переписом 2010 — 2054 чол. В останніх двох країнах ашкалі в основній своїй масі — це біженці з Косово. Окремо слід обумовити ситуацію у Греції, де національність населення при переписах населення давно не вказується. Циганські діаспори у сільських районах Греції дуже значні. Серед них помітні і так звані їфті (грецькою — єгиптяни).